# 懷特羅克 (堪薩斯州)
懷特羅克（英語：White Rock）是位於美國堪薩斯州里帕布利克縣的一個鬼鎮。

## 地理
懷特羅克所處的海拔為高於海平面464米（即1522英呎），而該地所採用的時區為UTC-6，即北美中部時區（CST）。同時該地設有夏令時間，為UTC-6調快一小時，即UTC-5（CDT）。